# Luis Suárez (calciatore 1959)
Luis Fernando Suárez Guzmán (Medellín, 23 dicembre 1959) è un allenatore di calcio ed ex calciatore colombiano, di ruolo difensore, tecnico del Deportivo Pereira.

## Palmarès

### Giocatore

#### Competizioni nazionali
- Campionato colombiano: 1

Atlético Nacional: 1991

#### Competizioni internazionali
- Coppa Libertadores: 1

Atlético Nacional: 1989

### Allenatore
- Campionato colombiano: 1

Atlético Nacional: 1999